# 航天中心医院
39°54′56″N 116°14′46″E / 39.91544°N 116.24604°E

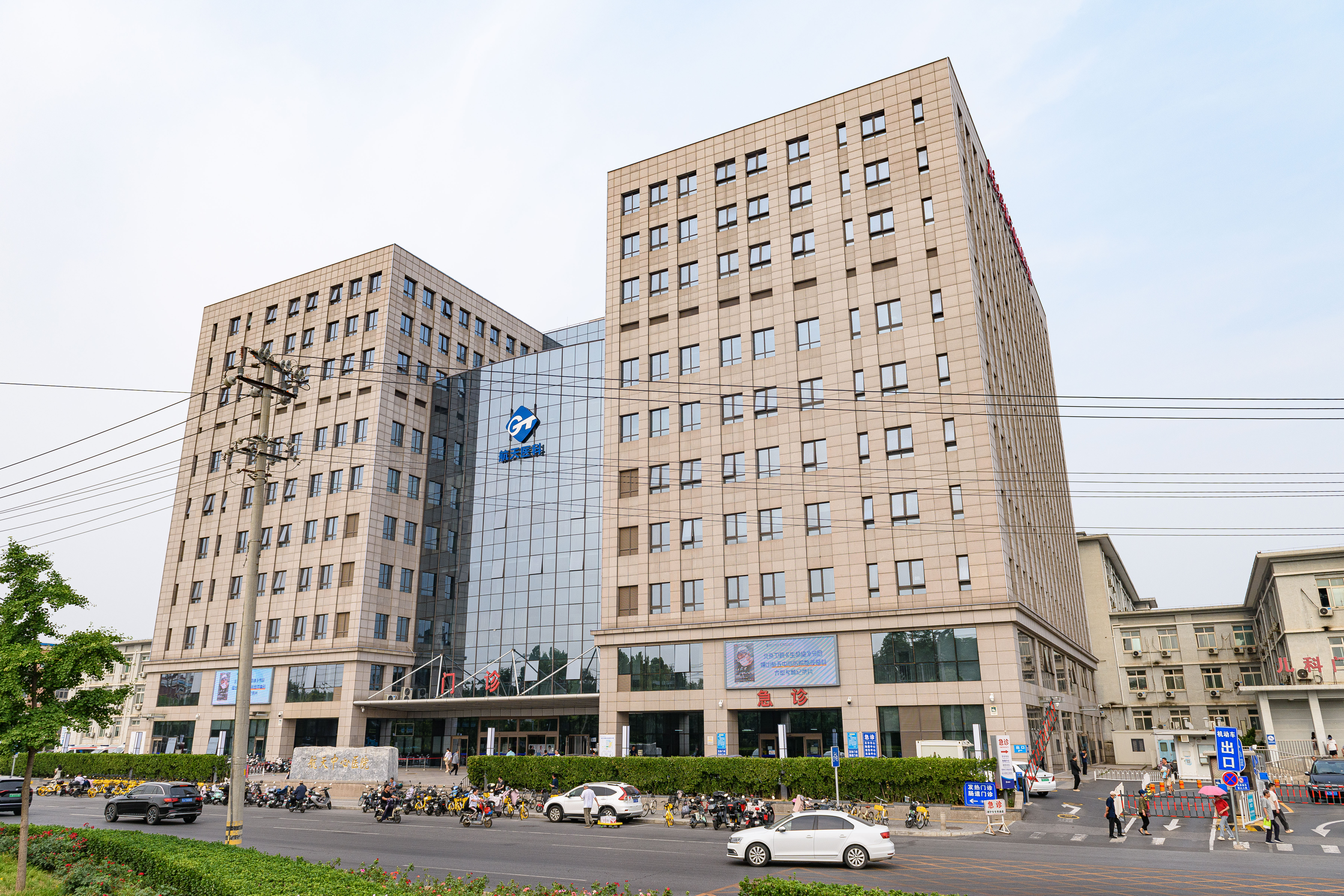
航天中心医院（2024年），已改挂中国通用技术标识

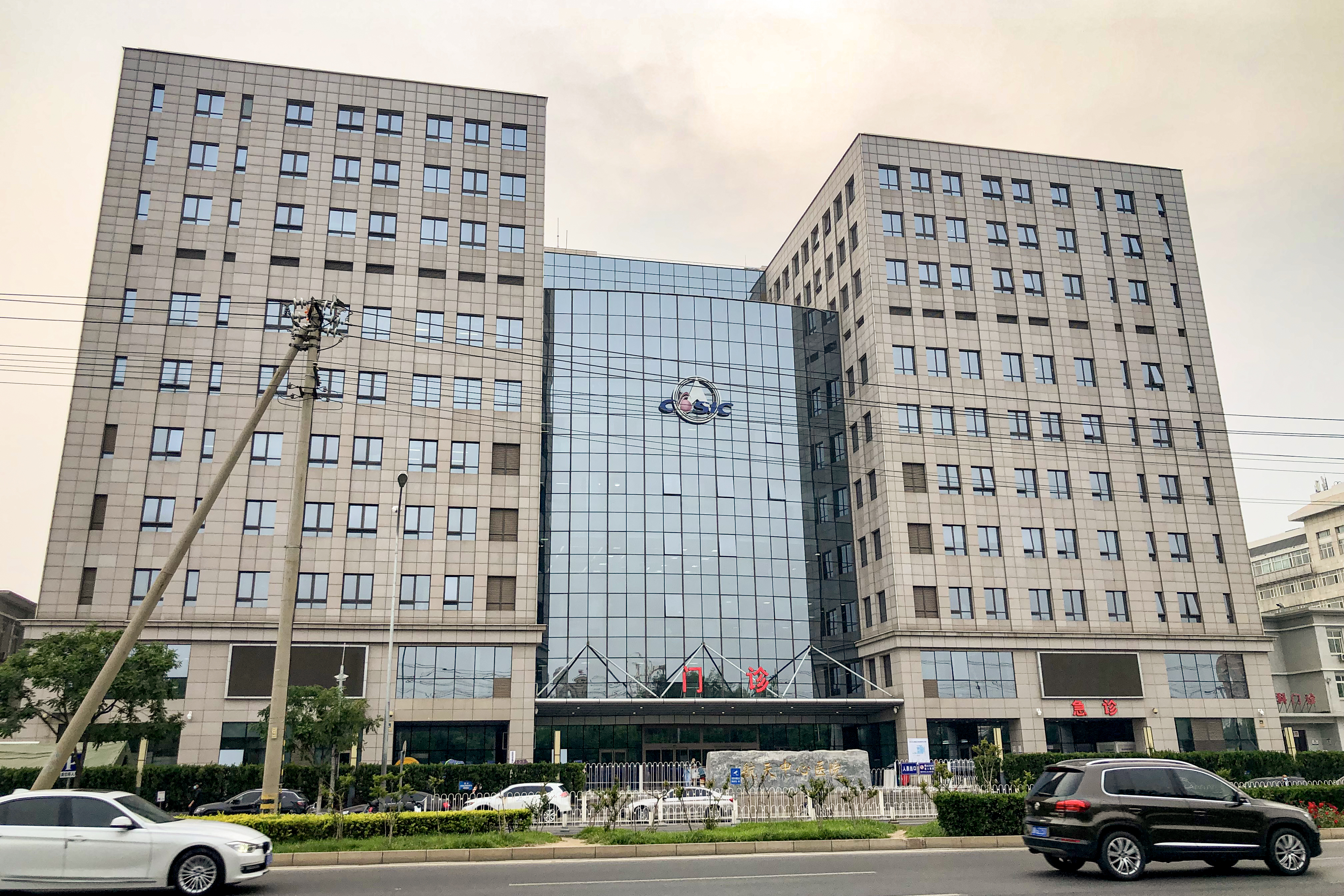
航天中心医院，2021年5月仍挂有中国航天科工的标志

航天中心医院即原中国航天工业总公司中心医院，又稱721医院，是一家隶属于中国通用技术集团的医院（2021年由中国航天科工集团公司移交），位于北京市海淀区永定路街道玉泉路15号（玉泉路与金沟河路丁字路口西南侧），医院级别三级。医院建筑面积10余万平方米，开放床位1200张，医院以神经外科和神经内科见长，在1998年医院改制后得到长足的发展。医院医疗水平提高，经济效益明显增长。
医院在2019年启动的全国三级公立医院（西医类）考核中，获评等级为A，在全国综合医院（无年报组）中排名第13位，进入全国综合医院排名前20%。此次考核全国有2398家三级公立医院参加，由国家卫生健康委员会、国家中医药管理局联合相关部门，根据三级公立医院绩效考核26项国家监测指标数据，以考核医院业务绩效为重点，从医疗质量、运营效率、持续发展、满意度评价4个维度，对2018年度全国三级公立医院（西医类）进行了绩效考核并排名。
航天中心医院自1997年开始负责北京大学医学部（原北京医科大学）一部分临床五年制学生生产实习，当时由于北京大学人民医院不能承受过多实习学生，在人民医院见习结束后有大约一半学生被安排到航天中心医院实习。随着医院对教学的日益重视，把教学视为医院发展的突破口，医院积极申请成为北京大学医学部的临床医院，并于2003年开始试带2000届（8）班学生的全程临床过程，这其中也因为北京大学医学部扩大招收常年制学生，附属医院已无力再承担五年制学生的临床教学，不得不另外寻找新医院来负责五年制临床医学生的教学。但因为师资皆为原医院医生担任，外界对其教学质量表示担忧，并认为此举带来的教学质量的下降不利于北京大学医学部的声誉，也是一种对学生不负责任的行为。

## 引用资料
1. ↑  [中华人民共和国国家卫生健康委员会登记信息 http://zgcx.nhc.gov.cn:9090/Unit/Details/dbbf16ae6708407f86a834faad8c5ee6-637454643218845408-55BE89761A3BABD958DEC4C498102FC6]
2. ↑  [官网介绍 http://www.asch.net.cn/yygk/article/399.html （页面存档备份，存于）]
3. ↑  [首次全国三级公立医院绩效考核成绩揭晓 http://med.china.com.cn/content/pid/193676/tid/1026 （页面存档备份，存于）]